# بيت سرار (الرجم)

تعديل مصدري - تعديل

بيت سرار هي إحدى قرى عزلة غالب ربيعي بمديرية الرجم التابعة لمحافظة المحويت، بلغ تعداد سكانها 652 نسمة حسب تعداد اليمن لعام 2004.